# Tambour (instrument)
Pour les articles homonymes, voir Tambour.

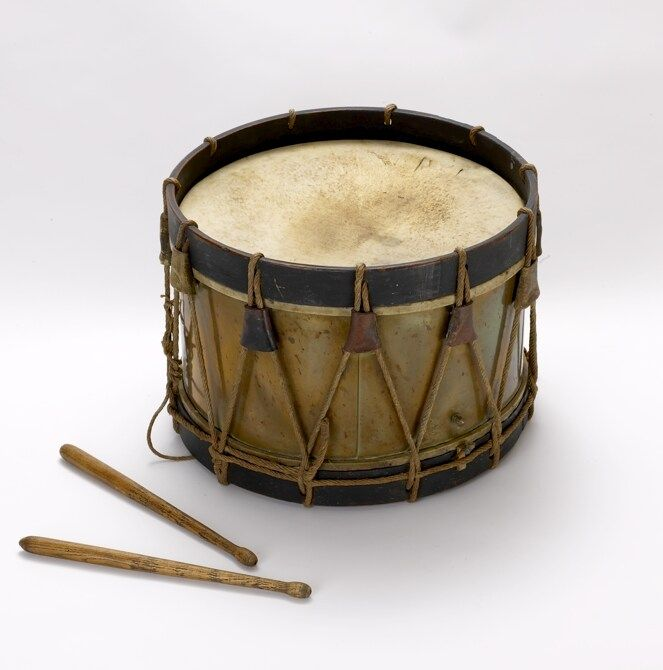
Collection Musées départementaux de la Haute-Saône.

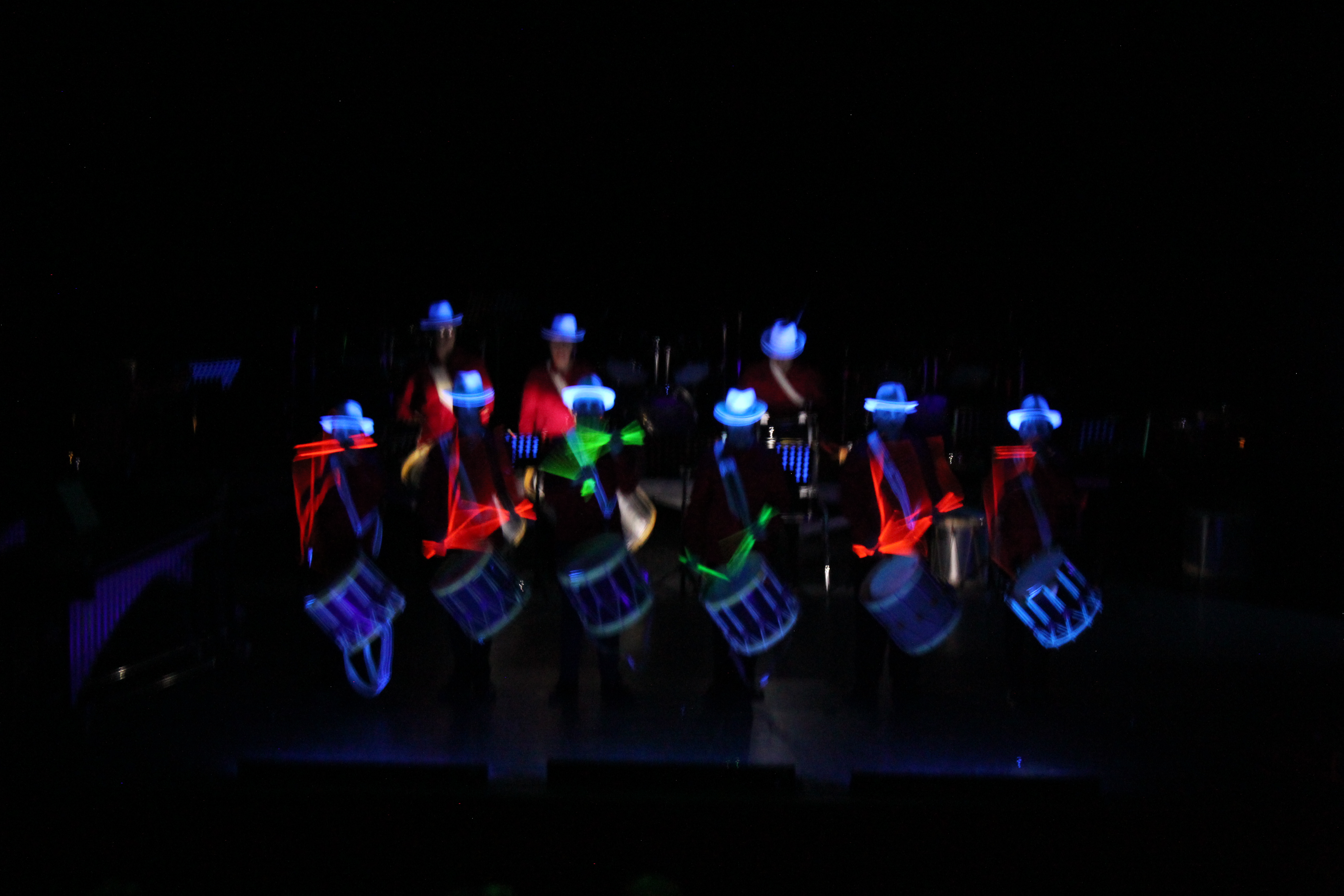
Ensemble de tambours avec baguettes fluo.

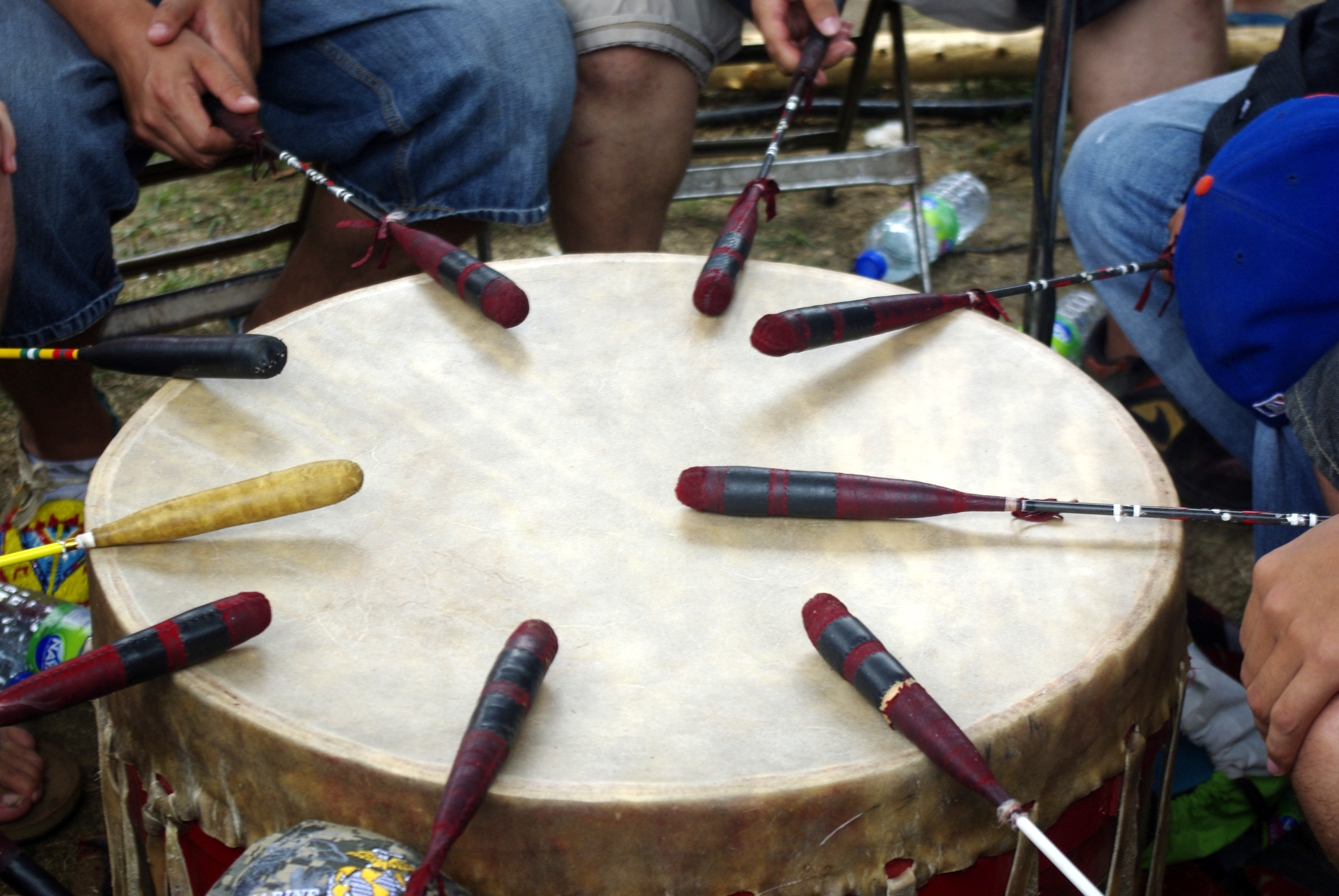
Tambour traditionnel des Premières Nations, ici un tewehikan des Attikameks.

Un tambour — du persan tambûr — est un instrument de musique à percussion constitué d'un fût sur lequel sont tendues une ou plusieurs peaux, frappées à l'aide des doigts ou de baguettes prévues à cet effet. La vibration ainsi obtenue est amplifiée par le fût qui fait office de caisse de résonance, parfois modifiée par un timbre en acier ou en boyau naturel ou synthétique.
Le tambour existe dans la plupart des cultures. Les premières traces de l'existence de cet instrument remontent à 6 000 ans av. J.-C. Les tambours accordés sont l'invention des Égyptiens. On en a retrouvé des fragments dans des tombeaux datant du XIe siècle av. J.-C. En Chine, ils sont apparus au IIe siècle av. J.-C.
Le terme de tambour est souvent associé à tous types de membranophones. Par extension, on appelle aussi tambour le musicien qui en joue.

## Facture
On distingue les tambours par la forme de leur fût : en tonneau, en sablier, en calice, sur cadre, à fente, à friction etc. Les fûts peuvent être en bois, en métal ou en céramique. La membrane, généralement une peau de chèvre, d'agneau, de vache, de poisson ou de reptile, mais parfois en matière synthétique, est fixée à la caisse au moyen de clous, de colle, de boutons, de pinces, d'un laçage ou d'une corde recouvrant les bords de la peau tout autour de la caisse. Les tambours d'orchestre occidentaux sont généralement pourvus de deux colliers — un pour chaque membrane — autour desquels sont enroulés les bords de la peau. Serrés l'un contre l'autre, ces deux colliers maintiennent la membrane tendue. Sur les tambours modernes, on préfère avoir recours à des vis de tension fixées au collier supérieur. Il y a parfois un timbre à l'arrière de la membrane que l'on peut mettre ou enlever à volonté.

## Jeu

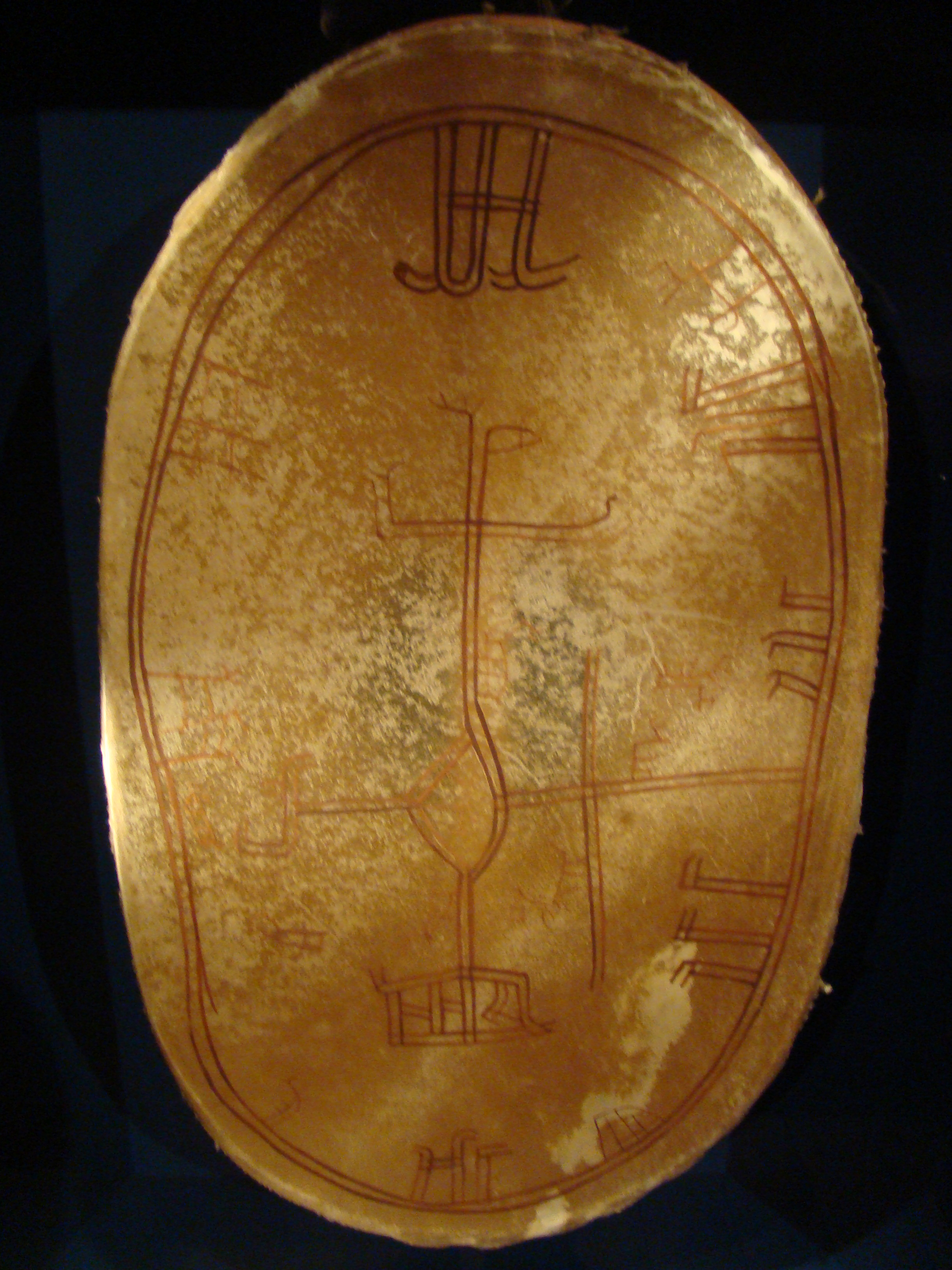
Tambour shamanique saami.

On distingue aussi les tambours par leur jeu et leur contexte de jeu. Frappés à la main, à la baguette, aux balais, horizontalement, verticalement, mais aussi avec le talon du pied, exception de jeu du tambour bèlè traditionnel de la Martinique.
Presque partout, les tambours revêtent un caractère officiel, cérémonial, sacré ou symbolique. Dans certains pays d'Afrique, ils symbolisent et protègent la royauté tribale et sont souvent placés dans des lieux sacrés. Dans toute l'Asie centrale, en Sibérie, et dans certaines tribus indigènes d'Amérique du Nord, les tambours sur cadre peu profonds, à une ou deux membranes, sont utilisés comme objets rituels.
Le tambour est souvent utilisé comme moyen de communication. 

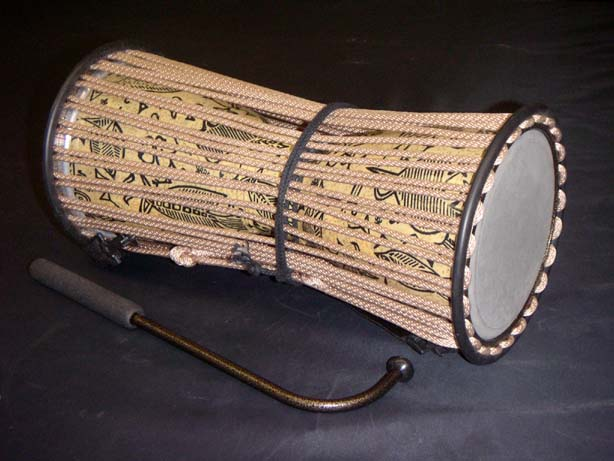
Un tama ou tambour-parlant.

La communication par tambours a été développée et utilisée par des cultures précoloniales dans des régions forestières. Les tambours servaient de moyen de communication primitif sur de longues distances et étaient utilisés pour des cérémonies notamment en Afrique, en Nouvelle-Guinée ou en Amazonie. Quand des expéditions européennes arrivèrent dans la jungle pour explorer la forêt primaire, ils furent surpris que leur venue et leurs intentions furent souvent annoncées.

### En Afrique
L'Afrique possède autant de tambours qu'elle a de tribus, autant de rythmes que de villages, que d'états d'âme, que de situations, que de langages, puisque le tambour est le véhicule sonore de l'existence africaine. De là une grande variété de formes, de matériaux, de constructions, d'utilisations. Du simple moyen de communiquer des messages d'un village à l'autre aux cérémonies marquant les étapes importantes d'une vie, le tambour résonne. Le langage se module selon la forme de l'instrument et selon la frappe du tambourinaire. Le tambour d'aisselle, par exemple, transmet le message en le parlant, le musicien reproduit les notes les plus proches du registre de la parole. Ce langage tambouriné se retrouve aussi dans les tambours à une seule peau de l'ouest de l'Afrique. Ils se regroupent souvent pour former une batterie, tout en gardant chacun leur spécificité tonale. La percussion ainsi formée se joue dans des conditions bien précises. Le tambour peut raconter l'histoire des tribus de génération en génération sans support d'écriture. Au Sénégal, on apprend le gonrog, plus petit avec un son plus clair, qui sert à faire des annonces. Puis le sabar, un tambour très haut, très élancé, pour les messages lointains. Mais il y a aussi le m'beng m'beng, le khine, le tama... À chaque tambour correspond un rythme que l'on peut jouer de mille façons différentes, variables selon les individus. En Afrique de l'ouest, le tambour d'eau est une forme de tambour constitué de deux calebasses et qui sert dans les cérémonies rituelles.

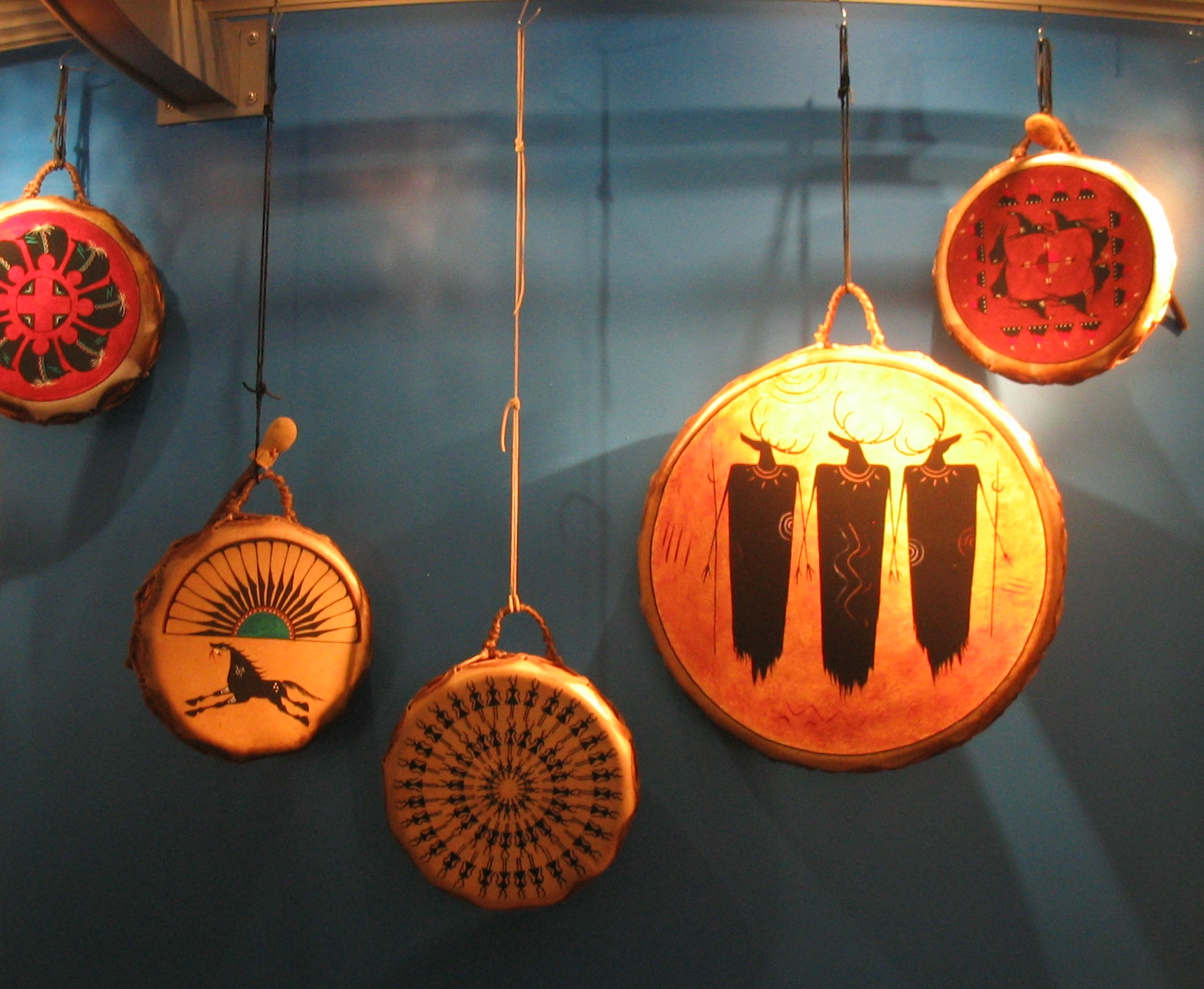
Tambours amérindiens.

### En Europe
En Europe, c'est au son du tambour, que l'on « faisait annonce » dans les rues et sur les places, au Moyen Âge. La communication par tambours fut utilisée pour transmettre les ordres sur les champs de bataille de toute l'Europe. En France, elle fut utilisée dans l'armée pour la première fois sous François Ier. En effet, à la suite de la victoire remportée à Marignan en 1515 contre les suisses, François Ier intègre des bataillons de suisses et leurs tambours dans l'armée française. Dès de XVIe siècle, les batteries, composées de roulements de caisse claire servaient à communiquer certaines instructions aux régiments d'infanterie européens qui s'exportèrent en Amérique du Nord avec les premiers colons.

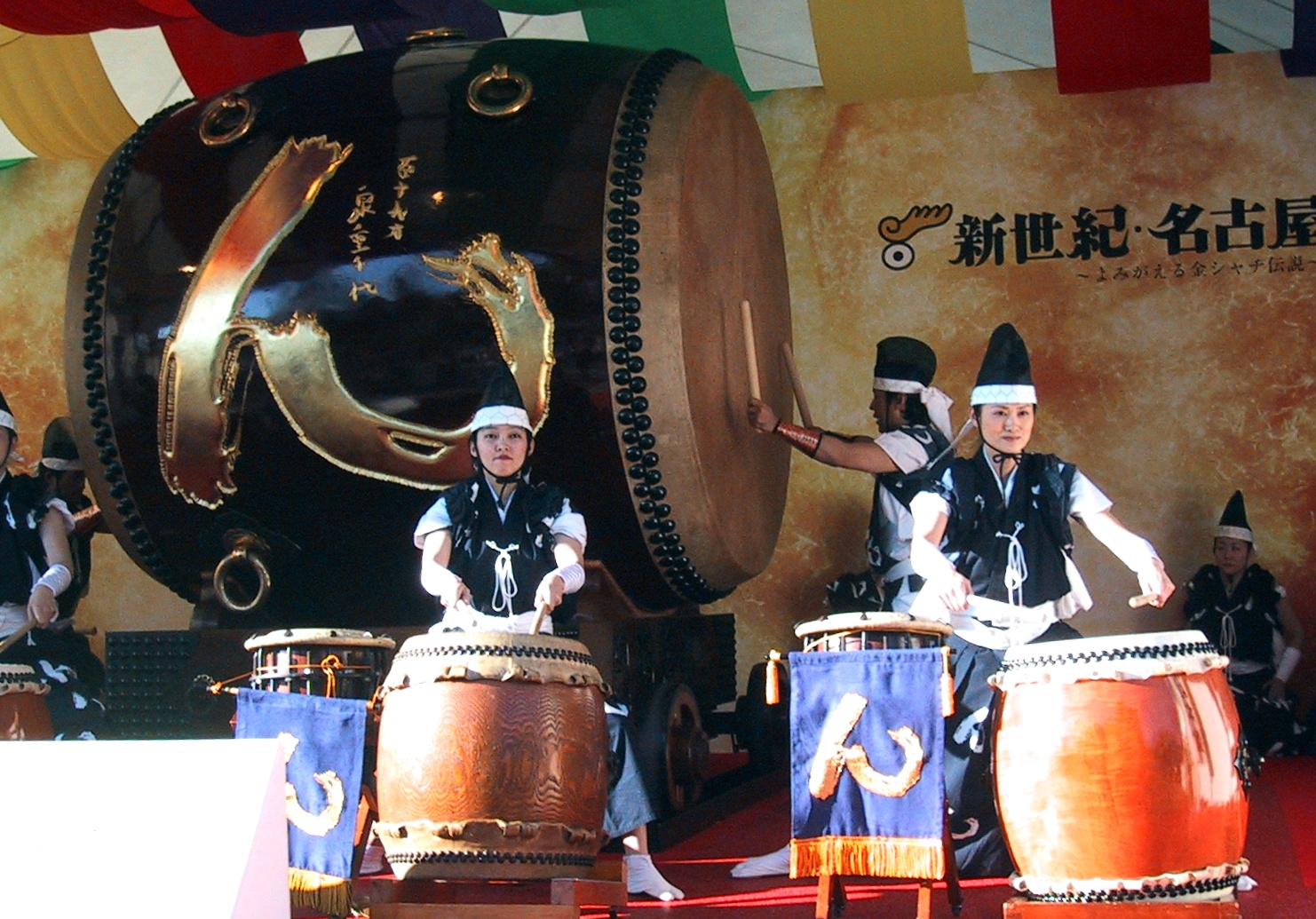
Joueurs de Taiko ou « gros tambours » en japonais.

### En Asie
En Asie, le taiko japonais revêt un caractère sacré pratiqué comme un art martial tout comme en Chine où l'on peut voir et entendre à « la tour du tambour » (Pékin) la richesse de sa pratique musicale ancestrale. De plus petits tambours appelés wadaiko accompagnent souvent les premiers.

### À l'époque contemporaine

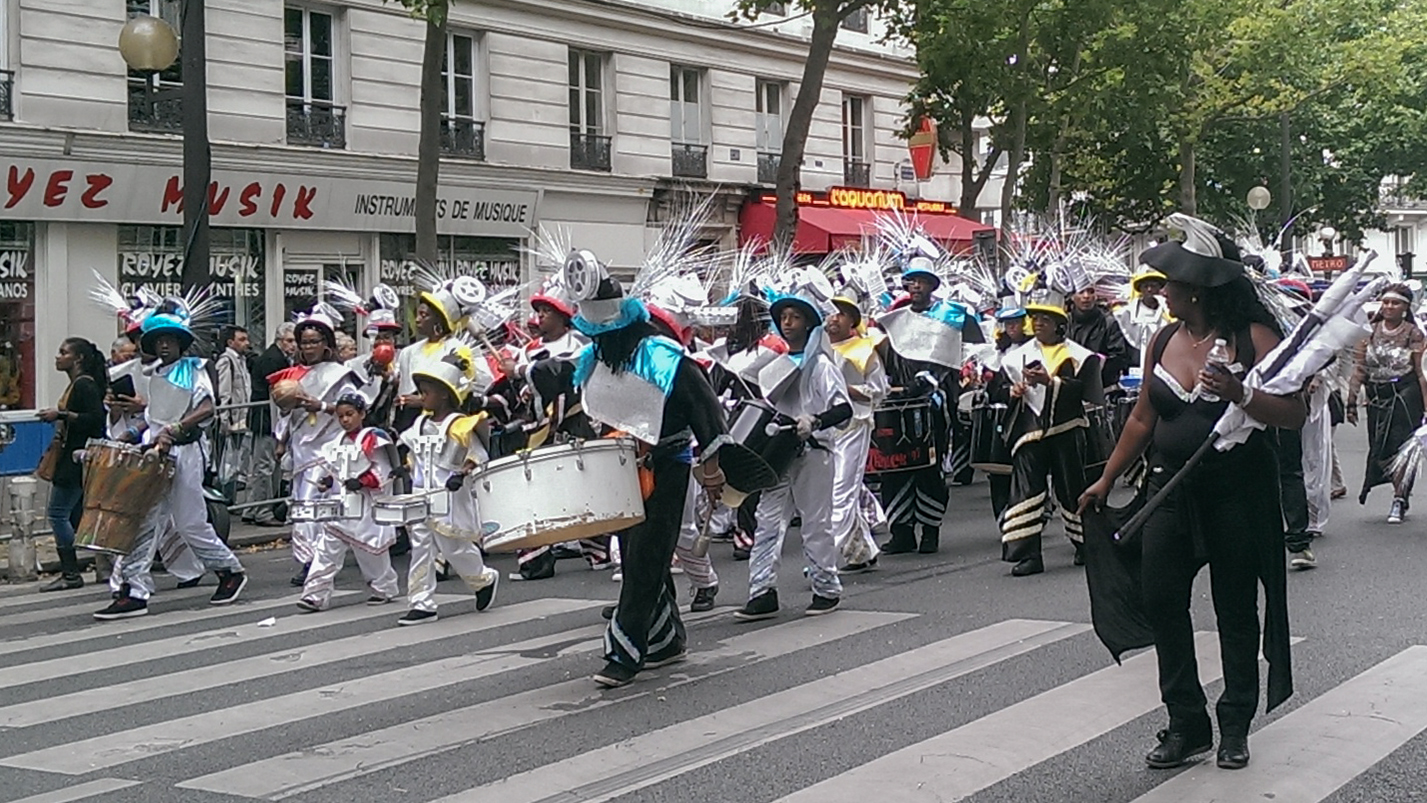
Groupe avec tambours lors du Carnaval Tropical de Paris 2014.

Aujourd'hui, le tambour en France est appelé tambour d'ordonnance, entendu comme étant un instrument de musique à la vocation de base militaire. Il se trouve dans les ensembles musicaux dits classiquement « Batterie Fanfare », ou dans les ensembles de tambours purs comme les grenadiers, ou les ensembles tels qu'on en trouvait sous l'Ancien régime, ou depuis la Révolution française. On les trouve également dans l'Armée, dans la Garde républicaine de la Gendarmerie nationale (musique de la Garde républicaine), et dans la Police nationale (Musique de la Police nationale et Musique des gardiens de la paix). Les exécutants y sont alors recrutés sous des conditions de niveau et de diplômes relativement draconiennes.
Le tambour d'ordonnance est traditionnellement porté en baudrier le long de la cuisse gauche de l'exécutant, en position légèrement penchée vers la droite. L'exécutant frappe de la main droite, le bras le long du corps, et de la main gauche, schématiquement le bras en position horizontale. 
Les compositions pour tambour d'ordonnance sont déclarées à la SACEM comme n'importe quelle autre œuvre musicale. Le solfège employé pour le tambour ne comporte que des figures de note (ronde, blanche, noire, .. jusqu'aux quadruples croches, abréviations parfois très complexes...) et de silence (pause, demi-pause, soupir...). La portée du tambour est formée d'une seule ligne, sans clé, puisqu'il n'y a pas de son mélodique pour le tambour. La note sous la ligne désigne la main droite, la note au-dessus la main gauche, en rapport avec la position des bras lors de l'exécution. La technique du tambour est très difficile et requiert beaucoup de rigueur, d'entraînement, de rapidité d'esprit et d'habileté. Certains coups sont cauchemardesques pour l'étudiant. C'est un très bel instrument auquel certaines compositions plus ou moins modernes donnent un air de bonne humeur, de fête et de jeu. Cet instrument se perd de plus en plus derrière l'intérêt privilégié pour la batterie, instrument différent faisant appel à une technique par certains côtés différente, mais qui peut se rapprocher par d'autres aspects du savoir et du savoir-faire requis pour le tambour. Pourtant le tambour ne manque pas d'intérêt pour ceux qui aiment la percussion et dont la technique sert de base à la batterie, utilisée dans les groupes de jazz, de rock et d'autres musiques contemporaines. Dans ce cas, on parle de préférence de toms.